# Dallas (Dakota du Sud)
Pour les articles homonymes, voir Dallas (homonymie).
La ville de Dallas est située dans le comté de Gregory, dans l’État du Dakota du Sud, aux États-Unis. Sa population s’élevait à 120 habitants lors du recensement de 2010, estimée à 122 habitants en 2016.

## Histoire
Fondée en 1907, la localité doit son nom à Dallas, la ville du Texas.

## Démographie
| 1910  | 1920 | 1930 | 1940 | 1950 | 1960 |
| ----- | ---- | ---- | ---- | ---- | ---- |
| 1 277 | 705  | 423  | 278  | 244  | 212  |

| 1970 | 1980 | 1990 | 2000 | 2010 | - |
| ---- | ---- | ---- | ---- | ---- | - |
| 233  | 199  | 142  | 144  | 120  | - |